# Матвєєв Микола Іванович
Микола Іванович Матвєєв (29 листопада 1894, Селищинські казарми (село Селищі) Новгородського повіту Новгородської губернії, тепер Новгородської області, Російська Федерація — розстріляний 15 вересня 1937, Дніпропетровськ) — український радянський партійний діяч, 2-й секретар Дніпропетровського обкому КП(б)У. Член ЦК КП(б)У в січні 1934 — серпні 1937 р.

## Біографія
Народився в родині старшого писаря батарейної канцелярії. У 1909 році закінчив двокласну церковноприходську школу в Селищинських казармах Новгородського повіту. У червні 1909 — серпні 1915 р. — гравер по металу заводу Новицького у Санкт-Петербурзі.
У серпні 1915 — липні 1916 р. — рядовий 314-го Глухівського піхотного полку російської імператорської армії. У липні 1916 — червні 1917 р. — розвідник, а у червні — грудні 1917 р. — писар 37-ї артилерійської бригади.
У грудні 1917 — листопаді 1918 р. — робітник Мало-Вішерського скляного заводу братів Курженкових Новгородської губернії. У 1918 році вступив до комсомолу.
У листопаді 1918 — березні 1919 р. — стрілець надзвичайної комісії (ЧК) по охороні залізниці станції Мала Вішера Миколаївської залізниці. У березні 1919 — січні 1920 р. — стрілець 99-го батальйону 34-го Мало-Вішерського полку залізничної охорони РСЧА Новгородської губернії.
Член РКП(б) з серпня 1919 року.
У січні — листопаді 1920 р. — переписувач 34-го Мало-Вішерського полку залізничної охорони РСЧА. У листопаді 1920 — червні 1921 р. — діловод господарської частини 170-го стрілецького полку військ внутрішньої служби республіки на станції Жлобин Московсько-Білорусько-Балтійської залізниці.
У червні 1921 — травні 1922 р. — завідувач організаційного відділу Рогачовського повітового комітету РКП(б) Гомельської губернії. У травні 1922 — квітні 1923 р. — завідувач організаційного відділу Почепського повітового комітету РКП(б) Гомельської губернії.
У квітні 1923 — травні 1925 р. — секретар Новозибківського повітового комітету РКП(б) Гомельської губернії.
У травні 1925 — серпні 1926 р. — завідувач організаційного відділу Гомельського губернського комітету ВКП(б). У серпні 1926 — липні 1929 р. — завідувач організаційного відділу Брянського губернського комітету ВКП(б).
У липні 1929 — квітні 1930 р. — відповідальний секретар Брянського окружного комітету ВКП(б).
У квітні 1930 — грудні 1931 р. — голова Західної обласної ради професійних спілок у місті Смоленську. У грудні 1931 — жовтні 1933 р. — голова ЦК професійної спілки цукровиків у Москві.
У жовтні 1933 — березні 1937 р. — 2-й секретар Дніпропетровського обласного комітету КП(б)У.
29 березня — 10 липня 1937 р. — в.о. 1-го секретаря, 1-й секретар Запорізького міського комітету КП(б)У Дніпропетровської області.
Заарештований у Запоріжжі 9 липня 1937 року. Розстріляний 15 вересня 1937 року в Дніпропетровську.